# Estádio Municipal Aderito Sena
Het Estádio Municipal Aderito Sena is een multifunctioneel stadion in Mindelo, een plaats in Kaapverdië. 
Het stadion wordt vooral gebruikt voor voetbalwedstrijden, de voetbalclubs Académica, GD Amarantes, Batuque FC, FC Derby en CS Mindelense maken gebruik van dit stadion. Het stadion mag ook gebruikt worden voor internationale wedstrijden. Het is een door de FIFA goedgekeurd stadion. Voordat dit werd goedgekeurd vonden er renovaties plaats, onder meer het veld werd vervangen voor een kunstgrasveld, de kleedkamers werden hersteld en het stadion werd opnieuw geschilderd.
In het stadion is plaats voor 5.000 toeschouwers.